# Ray McCarey
Ray McCarey (Los Angeles, 6 settembre 1904 – Los Angeles, 1º dicembre 1948) è stato un regista e sceneggiatore statunitense; fratello più giovane del regista Leo McCarey, lavorò sovente anche come aiuto regista.
Nella distribuzione italiana di alcuni film con Stan Laurel e Oliver Hardy, gli sono state erroneamente attribuite delle regie col nome "Ray McCarey".

## Filmografia

### Regista
- Two Plus Fours - cortometraggio (1930)
- Kid the Kidder - cortometraggio (1930)
- Neonati prodigio (Free Eats) - cortometraggio (1932)
- Dive In - documentario (1932)
- Olympic Events - documentario (1932)
- Basketball Technique - documentario (1935)
- Water Sports - documentario (1935)
- Millions in the Air (1935)
- La via lattea (The Milky Way), co-regia di Leo McCarey (1936)
- Three Cheers for Love (1936)
- Let's Make a Million (1936)
- Oh, Doctor (1937)
- Love in a Bungalow (1937)
- La vita comincia con l'amore (Life Begins with Love) (1937)
- L'albergo delle sorprese (Goodbye Broadway) (1938)
- Il convegno dei cinque (The Devil's Party ) (1938)
- Fuori da quelle mura (Outside These Walls) (1939)
- Torchy Runs for Mayor (1939)
- The Cowboy and the Blonde (1941)
- The Gay Intruders (1948)